# US Open 1976
Lo US Open 1976 è stata la 96ª edizione dello US Open e quarta prova stagionale dello Slam per il 1976. È stata la seconda edizione in cui è stata adottata come superficie la terra verde. Si è disputato dal 30 agosto al 12 settembre al West Side Tennis Club nel quartiere di Forest Hills di New York negli Stati Uniti. 
Il singolare maschile è stato vinto dallo statunitense Jimmy Connors, che si è imposto sullo svedese Björn Borg in quattro set col punteggio di 6–4, 3–6, 7–6(9), 6–4. Il singolare femminile è stato vinto dalla statunitense Chris Evert, che ha battuto in finale l'australiana Evonne Goolagong Cawley. Nel doppio maschile si sono imposti Tom Okker e Marty Riessen. Nel doppio femminile hanno trionfato Delina Boshoff e Ilana Kloss. Nel doppio misto la vittoria è andata a Betty Stöve, in coppia con Frew McMillan.

## Partecipanti uomini

### Teste di serie
| Nazionalità | Giocatore          | Ranking | Testa di serie |
| ----------- | ------------------ | ------- | -------------- |
| Stati Uniti | Jimmy Connors      | 1       | 1              |
| Svezia      | Björn Borg         | 4       | 2              |
| Argentina   | Guillermo Vilas    | 3       | 3              |
| Italia      | Adriano Panatta    | 6       | 4              |
| Romania     | Ilie Năstase       | 7       | 5              |
| Spagna      | Manuel Orantes     | 5       | 6              |
| Stati Uniti | Arthur Ashe        | 2       | 7              |
| Messico     | Raúl Ramírez       | 10      | 8              |
| Stati Uniti | Eddie Dibbs        | 8       | 9              |
| Stati Uniti | Harold Solomon     | 12      | 10             |
| Stati Uniti | Roscoe Tanner      | 13      | 11             |
| Stati Uniti | Stan Smith         | 24      | 12             |
| Italia      | Corrado Barazzutti | 21      | 13             |
| Polonia     | Wojciech Fibak     | 32      | 14             |
| Stati Uniti | Brian Gottfried    | 17      | 15             |
| Stati Uniti | Vitas Gerulaitis   | 22      | 16             |

I seguenti giocatori sono passati dalle qualificazioni:

- Tejmuraz Kakulija
- John Yuill
- Gene Mayer
- Van Winitsky
- David Schneider
- Zan Guerry
- Mike Machette
- Tony Giammalva
- Rolf Norberg
- Nicola Spear
- Butch Walts
- Juan Diaz

## Seniors

### Singolare maschile
Jimmy Connors ha battuto in finale  Björn Borg con il punteggio di 6–4, 3–6, 7–6(9), 6–4.
- È stato il 4º titolo del Grande Slam per Connors e il suo 2º US Open.

### Singolare femminile
Chris Evert hanno battuto in finale  Evonne Goolagong Cawley con il punteggio di 6–3, 6–0.
- È stato il 6º titolo del Grande Slam per Chris Evert e il suo 2º US Open consecutivo.

### Doppio maschile
Tom Okker /  Marty Riessen hanno battuto in finale  Paul Kronk /  Cliff Letcher con il punteggio di 6–4, 6–4.

### Doppio femminile
Delina Boshoff /  Ilana Kloss hanno battuto in finale  Ol'ga Morozova /  Virginia Wade con il punteggio di 6–1, 6–4.

### Doppio misto
Betty Stöve /  Frew McMillan hanno battuto in finale  Billie Jean King /  Ray Ruffels con il punteggio di 6–3, 7–6.

## Juniors

### Singolare ragazzi
Ricardo Ycaza ha battuto in finale  José Luis Clerc con il punteggio di 6–4, 5–7, 6–0.

### Singolare ragazze
Marise Kruger ha battuto in finale  Lucia Romanov con il punteggio di 6–3, 7–5.

### Doppio ragazzi
Torneo iniziato nel 1982

### Doppio ragazze
Torneo iniziato nel 1982